# Torneo de Apertura ARUSA 2014
El Torneo de Apertura ARUSA de 2014 fue un torneo de rugby de primera división de Chile.
El campeón del torneo fue el club COBS.

## Primera fase
|  | Finalistas. |

| Pos. | Equipo               | Encuentros | Encuentros | Encuentros | Encuentros | Tantos | Tantos | Tantos | PB | PB | Puntos |
| Pos. | Equipo               | PJ         | PG         | PE         | PP         | F      | C      | Dif    | BO | BD | Puntos |
| ---- | -------------------- | ---------- | ---------- | ---------- | ---------- | ------ | ------ | ------ | -- | -- | ------ |
| 1.º  | COBS                 | 7          | 6          | 0          | 1          | 226    | 126    | +100   | 4  | 1  | 29     |
| 2.º  | Old Reds             | 7          | 5          | 0          | 2          | 186    | 169    | +17    | 3  | 1  | 24     |
| 3.º  | Stade Français       | 7          | 4          | 0          | 3          | 207    | 157    | +50    | 5  | 2  | 23     |
| 4.º  | Old Boys             | 7          | 4          | 0          | 3          | 164    | 171    | -7     | 4  | 1  | 21     |
| 5.º  | Alumni SC            | 7          | 4          | 0          | 3          | 183    | 168    | +15    | 3  | 1  | 20     |
| 6.º  | Universidad Católica | 7          | 3          | 0          | 4          | 191    | 175    | +16    | 3  | 0  | 15     |
| 7.º  | PWCC                 | 7          | 1          | 0          | 6          | 138    | 241    | -103   | 2  | 3  | 9      |
| 8.º  | Old Georgians        | 7          | 1          | 0          | 6          | 112    | 200    | -88    | 2  | 1  | 7      |

## Final
| 25 de mayo de 2014 | COBS | 35 - 9 | Old Reds |  |  |

| Bandera de Chile |
| Campeón COBS     |